# جعل ياباني
الجُعَل الياباني (الاسم العلمي: Popillia japonica)، خنفساء من الجعليات صغيرة القد تطول 15 ملم (0.6 بوصة) وعرضها 10 ملم (0.4 بوصة)، غمدها نحاسي اللون وصدرها ورأسها خضراء اللون. ليس لها ذاك التدمير القوي للمحاصيل في اليابان، حيث يتم التحكم فيها من قبل الحيوانات المفترسة الطبيعية، ولكن في أمريكا الشمالية، فهي آفة ملحوظة تصيب حوالي 300 نوع من النباتات بما في ذلك شجيرات الورد والعنب وعشبة الدينار والقنا وكريب الآس وأشجار البتولا وأشجار الزيزفون، وغيرها.